# Lötenkyrkan
Lötenkyrkan är en samarbetskyrka mellan EFS och Gamla Uppsala församling i Uppsala stift. Kyrkan ligger vid Heidenstams torg i Uppsala. Församlingen formades först år 1956, då som Uppsala Missioneförening. Kyrkobyggnaden grundades 1970 på initiativ av EFS, när EFS teologiska utbildning, Johannelunds teologiska högskola, flyttade till platsen. EFS missionsförening i Lötenkyrkan har nära 400 medlemmar och ett omfattande barn- och ungdomsarbete.
Strax nordost om kyrkhuset finns en fristående klockstapel byggd av betong i öppen konstruktion. Stapeln tillkom 1991. Kyrkklockan väger 888 kg och klingar i g1.

## Historia
Uppsala utgör ett viktigt säte för grundandet av EFS. Det var nämligen här, år 1852, som tre studenter initierade möten för att diskutera hur man skulle nå ut med värdet i det kristna budskapet till fler medlemmar i Svenska kyrkan. Det var vid denna tid förbjudet att hålla möten utan prästens medverkan. Redan här föds alltså idén om lekmannaengagemang, vilket kommit att vara utmärkande för EFS. År 1856 bildas Uppsala Missionsförening. Denna förening slogs sedan ihop med en annan befintlig missionsförening, Uppsala stadsmission, och bildade år 1870 Uppsala stads missionsförening. Föreningen växte till den grad att den upprättade ett missionshus, som invigdes år 1875 och gick då under namnet Lutherska missionshuset. Men året därpå förrättades av P. P. Waldenström en skild nattvardsgång. Detta, i samband med andra olika oenigheter, ledde till att missionsföreningen splittrades - och år 1876 grundandet av Svenska missionsförbundet (sedermera Equmeniakyrkan) samt den lokala församlingen Uppsala Missionsförsamling.
Det dröjer nu ändå till 1944 då en ny EFS-ansluten missionsförening tar sin form. Redan in i tidigt 1950-tal har föreningen behov av rymliga lokaler. Genom goda relationer till Uppsala domkyrkoförsamling fick Missionsföreningen hålla sina gudstjänster i en av församlingens kyrkobyggnader, nämligen Mikaelskapellet (i samma lokaler hålls idag verksamheten av den sedan 2007 bildade föreningen EFS Mikaels). Flera andra kyrkolokaler provades under åren som gick, men i strävan att få bättre utlopp för sin utåtriktade verksamhet och ett starkare samarbete med Svenska kyrkan landade Missionsföreningen slutligen i att upprätta en ny kyrka. Föreningen beslutar att Heidenstamstorget är den bästa lämpliga platsen för den nya kyrkan, och EFS beslutar att Johannelunds teologiska högskola ska flyttas från Bromma till Uppsala, i direkt anslutning till den nya kyrkan. I februari 1970 står kyrkan klar och samarbetsavtalet mellan Missionsföreningen och Gamla Uppsala församling slutjusteras. Sedan kom kyrkan att byggas ut mellan 1973 och 1974. Därefter upprättades en ny kyrka av olika anledningar intill den gamla, och Johannelunds teologiska högskola håller numera till i de gamla kyrkolokalerna. 

### Kyrkobyggnaden
Det nuvarande kyrkhuset byggdes efter ritningar av Per-Olof Gradin och invigdes 1986. Det byggdes söder om den sexton år äldre kyrka som hade blivit för liten. Den ursprungliga byggnaden togs över av Johannelunds teologiska högskola och blev skolans bibliotek.
Kyrkan är en treskeppig basilika med ett högre mittskepp omgivet av två lägre sidoskepp. Kyrkorummet är orienterat i nord-sydlig riktning med ingång i norr och kor i söder.

## Orgel
Den nuvarande orgeln byggdes 1973 av Grönlunds Orgelbyggeri AB, Gammelstad. Orgeln är mekanisk med slejflådor och har ett tonomfång på 56/30. Orgeln står på ett podium vid kyrkans norra vägg.
| Huvudverk I       | Bröstverk II      | Pedal            | Koppel |
| Rörflöjt 8´       | Gedackt 8'        | Subbas 16´       | I/P    |
| Principal 4'      | Rörflöjt 4'       | Gedacktpommer 8' | II/P   |
| Spetsflöjt 4'     | Principal 2'      | Skalmeja 4'      | II/I   |
| Waldflöjt 2ä      | Cymbel II         |                  |        |
| Mixtur III 1 1⁄3' | Dulcian 8'        |                  |        |
|                   | Tremulant         |                  |        |
|                   | Crescendosvällare |                  |        |

### Kororgel
Den nuvarande orgeln byggdes 1983-1984 av Birger Forsberg, Uppsala jämte en studiecirkel i orgelbyggeri. Orgeln är mekanisk med slejflåda och har ett tonomfång på 56. Slejfdelning är mellan tonerna h0/c1. Piporna har tidigare varit del av en orgel i Uppsala domkyrka, byggd 1928 av E A Setterquist & Son, Örebro. Orgeln magasinerades på 1970-talet under restaureringen av kyrkan.
| Manual          |
| Gedakt 8' B/D   |
| Ekoflöjt 4' B/D |
| Oktava 2' B/D   |
| Kvinta 1 1⁄3'   |

### Webbkällor
- Lötenkyrkans hemsida